# Ondřej Zmrzlý
Ondřej Zmrzlý (22 aprile 1999) è un calciatore ceco, centrocampista dello Slavia Praga.

## Caratteristiche tecniche
È un centrocampista difensivo.

## Carriera

### Club
Cresciuto nel settore giovanile del Sigma Olomouc, ha esordito in prima squadra il 26 settembre 2018 in occasione dell'incontro di Pohár FAČR vinto 7-0 contro il Fotbal Třinec. Il 26 settembre 2020 ha segnato la sua prima rete decidendo la trasferta di campionato contro lo Trinity Zlín.

### Nazionale
Nel 2022 ha giocato una partita nella nazionale ceca.

## Statistiche
Statistiche aggiornate al 7 novembre 2020.

### Presenze e reti nei club
| Stagione        | Squadra         | Campionato      | Campionato | Campionato | Coppe nazionali | Coppe nazionali | Coppe nazionali | Coppe continentali | Coppe continentali | Coppe continentali | Altre coppe | Altre coppe | Altre coppe | Totale | Totale | Totale |
| Stagione        | Squadra         | Comp            | Pres       | Reti       | Comp            | Pres            | Reti            | Comp               | Pres               | Reti               | Comp        | Pres        | Reti        | Pres   | Reti   |        |
| --------------- | --------------- | --------------- | ---------- | ---------- | --------------- | --------------- | --------------- | ------------------ | ------------------ | ------------------ | ----------- | ----------- | ----------- | ------ | ------ | ------ |
| 2018-2019       | Sigma Olomouc   | 1L              | 0          | 0          | CRC             | 1               | 0               |                    | -                  | -                  |             | -           | -           | 1      | 0      |        |
| 2019-2020       | Sigma Olomouc   | 1L              | 16+3       | 0          | CRC             | 1               | 0               |                    | -                  | -                  |             | -           | -           | 20     | 0      |        |
| 2020-2021       | Sigma Olomouc   | 1L              | 6          | 1          | CRC             | 0               | 0               |                    | -                  | -                  |             | -           | -           | 6      | 1      |        |
| Totale carriera | Totale carriera | Totale carriera | 25         | 1          |                 | 2               | 0               |                    | -                  | -                  |             | -           | -           | 27     | 1      |        |

## Palmarès

### Club

#### Competizioni nazionali
- Campionato ceco: 1

Slavia Praga: 2024-2025